# Museo Histórico Regional de Tacna
El Museo Histórico Regional de Tacna estáubicado en la Calle Apurimac N° 202 (a una esquina de la Alameda Bolognesi), dedicado a la arqueología e historia de Tacna (Principalmente a la Emancipación y al Periodo Republicano). Funciona a su vez como Biblioteca Pública de la Ciudad.

## Historia
Fue creada el 26 de agosto de 1957, durante el gobierno de Manuel Prado Ugarteche y con el ejercicio ministerial de Jorge Basadre. Su planteamiento y organización es obra del diplomático Dr. Luis Cúneo Harrison, quien concibió la idea de albergar en su ciudad de origen, una institución que sirviese de fomento y difusión de la cultura.

## Colección
El museo ofrece a los visitantes toda la información en este edificio, que se construyó durante el gobierno de Manuel Prado en 1957. El museo cuenta con dos salas. En el primer piso del museo se ofrece información relacionada con la Emancipación e Independencia, donde se pueden ver diferentes bustos en bronce de las personas importantes de la época, algunas réplicas de pinturas de Bolivar y San Martín, además de los próceres Francisco Antonio de Zela, José Rosa Ara y Enrique Pallardelli con sus respectivos bustos. En una segunda sala es donde se ofrece información sobre la época de la República, con diferentes eventos bélicos como la Guerra del Pacífico, Batalla del Morro de Arica y otros, con diferentes pinturas, informaciones y fotografías..
Por otro lado alberga oleos que rememoran escenas de contenido patriótico como La Respuesta de Bolognesi, La Batalla del Alto de la Alianza, La Batalla del Morro de Arica y La decisión de Alfonso Ugarte. Además guarda valiosos documentos entre ellas esta el primer plano de la Emancipación representada por Francisco Antonio de Zela y documentos de Ramón Castilla, las guerras civiles, los tratados entre Perú y Chile y la Reincorporación de Tacna al Perú.

## Descripción

### Exterior
Es una edificación de dos pisos, con una fachada de color amarillo, presenta amplios y largos ventanales, en la entrada presenta un marco de cantera al igual que en la parte inferior del edificio.

### Interior
Presenta grandes y espaciosos salones, con grandes oleos, bustos de bronces a personajes de la Emancipación, algunos faroles y varias vitrinas. Cuenta con un auditorio y un escenario.

## Actualidad
En el primer piso del Museo Histórico de Tacna se encuentra la Biblioteca Pública de Tacna.
El Ministerio de Cultura a través de su programa Museos Abiertos permite a este museo y a muchos otros museos a lo largo del país, el ingreso gratuito para dicho museo cada primer domingo de cada mes.